# Picasent
Picasent (oficialmente en valenciano Picassent) es un municipio de la Comunidad Valenciana, España. Pertenece a la provincia de Valencia y está situado en la zona sur del área metropolitana de Valencia, en la comarca de la Huerta Sur. La localidad, en el año 2024, cuenta con una población de 22 695 habitantes (INE). Es cabeza de partido judicial, así como el 384.º municipio español a nivel de población.

## Geografía

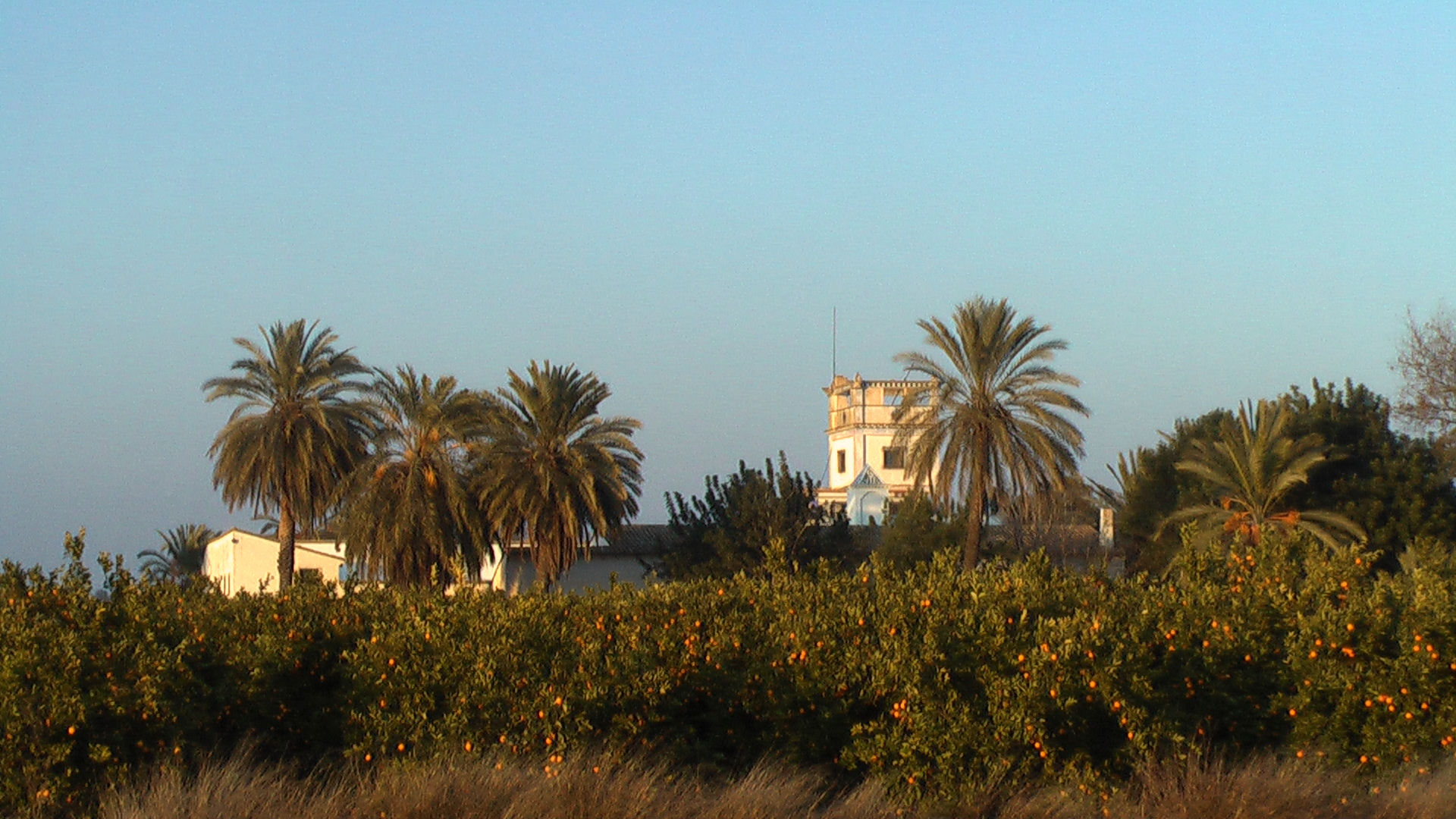
Naranjos y datileras en los alrededores de Picasent

Integrado en la comarca de Huerta Sur, se sitúa a 18 kilómetros de la capital valenciana. El código postal de la localidad es 46220. El término municipal está atravesado por la autovía del Mediterráneo (A-7) y por carreteras locales que permiten la comunicación con Alcácer, Silla y Monserrat.
El municipio se halla en un lugar de transición entre la llanura litoral de la Albufera y las sierras interiores del oeste. Las montañas tienen un perfil suavizado, donde se alternan las llanuras con las colinas que nunca llegan a sobrepasar los 300 metros de altura. Además, cruza el territorio el canal Júcar-Turia. La altitud oscila entre los 279 m s. n. m. (metros sobre el nivel del mar) al suroeste y los 20 m s. n. m. al este, en el límite con Silla. El pueblo se alza a 54 m s. n. m.
| Noroeste: Torrente | Norte: Torrente y Alcácer | Noreste: Alcácer   |
| Oeste: Monserrat   |                           | Este: Silla        |
| Suroeste: Llombay  | Sur: Alfarp y Benifayó    | Sureste: Almusafes |

### Clima
A Picasent le corresponde el Clima mediterráneo. En este municipio, a lo largo del año, la temperatura cambia entre los 6 a los 31 °C. No es común que esta disminuya a menos de 1 °C o que aumente más de 34 °C. Además, los veranos se caracterizan por ser cálidos, bochornosos y despejados. Por el contrario, los inviernos se designan como fríos, largos y nublados.

## Historia
En su término municipal hay restos de la Edad del Bronce (Molló de l'Almud i Avenc de l'Àguila) y de la época romana (Mas dels Foressos). Tanto el pueblo como sus pedanías de Millerola (erróneamente escrita Ninyerola) y de Espioca, que conserva una torre de la época islámica, fueron en su origen alquerías musulmanas.
Aunque hay versiones populares y apócrifas sobre el origen etimológico del nombre del municipio (por ejemplo, la que señala que Picassent se llama así por existir en tiempos antiguos en la población cien soldados con picas), parece mucho más cierta y rigurosa la teoría de que el origen del nombre se debe a que Picassent fue originalmente una villa o posesión rural de un patricio romano llamado Pacatius.
El Picasent musulmán estaba defendido por un pequeño castillo o fortificación que sería utilizada por los nuevos señores cristianos, perdiendo con el tiempo su carácter militar para convertirse en residencia palaciega. Igualmente poseía un circuito amurallado que discurría por las actuales calles de Cordellat, Bonavista, San Vicente, Gómez Ferrer, San Juan y San Jaime. Palacio y murallas fueron derribadas en la primera mitad del siglo XIX, no quedando de ellas actualmente más que el recuerdo y vestigios arqueológicos.
En 1237, Jaime I entregó el sitio a Roderic Sabata (Rodericus Çabata, miles, alqueriam de Pichaçen, totam, idus octobris. Llibre del Repartiment del Reino de Valencia), a quien sucedió su hijo Eiximén. Permaneció despoblado de musulmanes después de 1248 pero, a causa del fracaso de la repoblación de cristianos, el señor tuvo que admitir de nuevo a la población islámica.
Agnès Ximénez Sabata heredó el señorío y lo trasmitió al hijo que tuvo Fernando de Aragón, tenido de su relación con el rey Pedro III de Aragón conocido por el Grande, que, endeudado sufrió su subasta vendiéndose a su familiar Ramón Boïl en 1347. Esta familia dispone del señorío hasta que en 1367 pasa a la familia Castellà que en 1451 compró Espioca. Los Castellà tuvieron épocas de esplendor en el siglo XV, en tiempo del primer barón Galcerán que casado con Bernardona de Borja, reconstruyó la iglesia, y compró los señoríos de Alcácer y Espioca, antes de caer en desgracia, por haber participado en el asalto a la morería de Valencia (1455). Sus sucesores se fueron endeudado hasta el punto que los acreedores instaron la subasta del señorío a Lluis Peixó, en el año 1511, cuando era barón el eclesiástico Jeroni del Castellá, arcediano de Alcira. De los Peixó pasó el señorío a la familia Lladró de Vilanova y Maza de Lizana, que poseyeron extensos dominios en Cerdeña y el Reino de Valencia.
Según el censo de Caracena (1609) Picasent estaba habitado por 160 casas de cristianos nuevos. El 27 de noviembre de 1611, después de la expulsión de los moriscos, D. Pedro Lladró de Vilanova, duque de Mandas, otorga mediante su procurador, carta puebla a los nuevos habitantes que habían acudido a Picasent, estableciendo las condiciones en las que se repartían las casas y tierras, así como la normativa general para el gobierno del pueblo. Las dificultades para consolidar la repoblación obligaron luego a los barones (duques de Béjar) a otorgar una carta de gracia. Extinguida la sucesión de su familia surgió un largo pleito de sucesión en que se administró el señorío por administradores judiciales llamados "secuestradores", hasta que después de la guerra de sucesión española, adquiere la propiedad el Marqués de Dos Aguas cuyos descendientes lo mantuvieron hasta la abolición de los señoríos siendo Barón Jenaro María del Rosario Rabaza de Perellós y Palafox. Su sucesor, Vicente Dasí y Lluesma, vendió en 1857 los derechos señoriales no abolidos a un grupo de propietarios locales que se organizaron en Comisión de derechos señoriales de Picasent, que se ha mantenido administrando este patrimonio hasta la fecha Según Jerónimo Muñoz, a mediados del siglo XVI, contaba con 65 vecinos que a finales del siglo, según una memoria elaborada en el pueblo, llegaron a ser 493 habitantes. Cavanilles, en 1794, consigna 390 vecinos. Madoz, a mediados del siglo XIX aporta la cifra de 2121.

## Demografía
Picasent cuenta con una población de 22 695 habitantes (INE 2024).
| Gráfica de evolución demográfica de Picasent entre 1842 y 2021                                                      |
| |
| Población de derecho según los censos de población del INE Población de hecho según los censos de población del INE |

## Economía
En un pasado abundaban los cultivos de secano en esta localidad, pero tras la posterior creación de la acequia Real del Júcar a finales del siglo XVII, se transformó la zona oriental de Picasent en regadío, en la cual, hoy en día, predominan los cultivos de naranjo.
Entre la economía de este municipio valenciano destacan el comercio, los servicios, la construcción y la industria, resaltando su polígono industrial que se encuentra en una etapa de completa expansión.

#### Comunicaciones
Se puede acceder a Picasent por carretera por la V-31 o por la autovía autovía del Mediterráneo. Dispone de una estación de metro, concretamente, la línea 1 de Metrovalencia. A su vez, conecta con la línea 181 de autobuses de EMT Valencia, cuyas paradas se ubican en la Avenida Palleter, en la calle Jaume I y en la Plaça de la Constitució.

#### Educación
- La Escola Infantil Municipal Ninos Monpeixet ubicada en la calle Alginet 48.
- Existen diversos colegios públicos: CEIP Sant Ignasi de Loiola situado en el camí Devadillo, CEIP Príncipe de España localizado en la calle Blasco Ibañez, 6 y CEIP Mare de Dèu de Vallivana ubicado en la calle Carles Albors, 18.
- Para cursar la Educación Secundaria Obligatoria (ESO), disponen de IES L'Om, que se encuentra en la avenida Ronda Lord, 2.

## Administración y política
| Periodo   | Nombre                                                                                           | Partido        |
| --------- | ------------------------------------------------------------------------------------------------ | -------------- |
| 1979-1983 | Julián Crespo Santamargarita                                                                     | PSPV-PSOE      |
| 1983-1987 | Francisco López Campos                                                                           | PSPV-PSOE      |
| 1987-1991 | Francisca Hidalgo Aguado (1987-1988) Moción de Censura Vallivana Romaguera Ferrandis (1988-1991) | PSPV-PSOE EUPV |
| 1991-1995 | Vicente Bta. Tarazona Fortuny                                                                    | PSPV-PSOE      |
| 1995-1999 | Juan Carlos Herrero de Lara                                                                      | PP             |
| 1999-2003 | Juan Carlos Herrero de Lara                                                                      | PP             |
| 2003-2007 | María Concepció García Ferrer                                                                    | PSPV-PSOE      |
| 2007-2011 | María Concepció García Ferrer                                                                    | PSPV-PSOE      |
| 2011-2015 | María Concepció García Ferrer                                                                    | PSPV-PSOE      |
| 2015-2019 | María Concepció García Ferrer                                                                    | PSPV-PSOE      |
| 2019-2023 | María Concepció García Ferrer                                                                    | PSPV-PSOE      |
| 2023-act. | María Concepció García Ferrer                                                                    | PSPV-PSOE      |

## Cultura

### Patrimonio
- Iglesia parroquial de San Cristóbal. Dedicada a San Cristóbal, la construcción actual data de 1712 y se levantó en el mismo lugar donde previamente existía un templo más antiguo, erigido en 1612 con la creación de la parroquia. Al principio presenta un estilo renacentista, adquiriendo posteriores añadidos de estilo barroco y churrigueresco.[8]

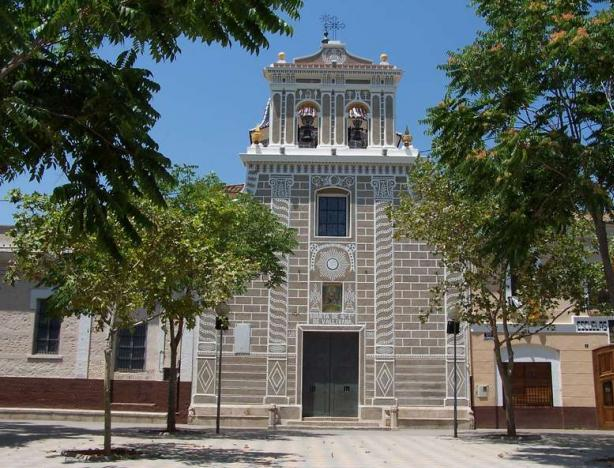
Ermita de la Virgen de Vallivana, patrona de Picasent, situada en el centro del municipio

- Ermita de Nuestra Señora de Vallivana y colegio de San Cristóbal. La ermita fue edificada en 1738 por iniciativa del rector Miquel Carbó, como muestra de agradecimiento por la protección atribuida a la Virgen de Vallivana durante una epidemia. Fue abierta al culto en 1743 y, en 1900, se llevó a cabo una restauración general, cuya fecha quedó registrada en una inscripción situada junto a la puerta. Está ubicada en el centro de la localidad, frente a la plaza de la Ermita, donde se erige una esbelta cruz de piedra.[9] La fachada del templo, de estilo neoclásico, presenta pilastras decorativas y está coronada por una cornisa y una espadaña de cuerpo doble que alberga dos campanas, rematada por una cruz blanca. Destaca la cúpula, recubierta con tejas azules y blancas, coronada por un adorno de piedra y una cruz de hierro. El tambor conserva restos de policromía y cuenta con ocho ventanales. El acceso principal se realiza mediante dos escalones que conducen a una puerta recta y adintelada, flanqueada por bancos de piedra. Sobre ella se ubica un nicho rectangular con un retablo cerámico que representa a la Virgen titular, junto con el nombre del templo y la inscripción Electa ut Sol. En la parte superior se encuentra una ventana con vidriera. El interior, bien iluminado y de proporciones equilibradas, tiene planta de cruz latina con pavimento ajedrezado. Está cubierto por una bóveda de cañón en su tramo principal y una cúpula en el crucero. A ambos lados se disponen dos capillas, dedicadas respectivamente a San Juan Bautista, al Cristo Crucificado y a la devoción mariana, esta última representada en pinturas realizadas por Juan Vicente en 1952. El retablo principal, de estilo neoclásico y compuesto por dos cuerpos, está presidido por la imagen de la Virgen de Vallivana. También destacan varias imágenes de santos en medallones laterales, así como las representaciones de los evangelistas en las pechinas.[10]

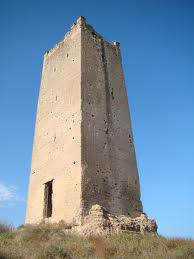
Torre de Espioca, situada en el término municipal de Picasent

- Torre Espioca. La torre de Espioca se encuentra junto a la autopista A-35 Valencia-Albacete en la localidad de Picasent, en la comarca de la Huerta Sur de la provincia de Valencia. La torre es de planta rectangular, y su base mide 4,95 × 5,6 metros. El interior se distribuye en cuatro pisos. Al lado de la torre pueden verse también restos de algunas estructuras habitacionales, y especialmente al noreste de la torre aparecen fragmentos de cerámica. Para su construcción se empleó piedra y argamasa y se encuentra en buen estado de conservación. Fue construida por los musulmanes en el siglo XI, y formaba parte del sistema defensivo de Valencia. Existen referencias escritas sobre esta torre en el Llibre del Feits o Crónica de Jaime I (1233) y en el Libro del Reparto (Llibre del Repartiment) (1238). Se encuentra bajo la protección de la Declaración genérica del Decreto de 22 de abril de 1949, y la Ley 16/1985 sobre el Patrimonio Histórico Español. Su arquitectura y su época de construcción es muy similar a la de otras torres o castillos de las comarcas del centro de la provincia, como son las torres de Almusafes, las de Benifayó (en especial de la Torre Muza), la del Castillo de Aledua (en Llombay) y otras más.[11]
- Es relevante destacar la gran cantidad de masías construidas en la zona, debido a factores como la geografía económica, que propició la existencia de un término municipal extenso y la figura de propietarios absentistas, combinada con el minifundismo característico de la región. Entre estas masías, se encuentran ejemplos de propiedades de familias nobles o burguesas provenientes de Valencia o Madrid, como el Mas de Reig o el Mas del Papa, mientras que la Masía de Espioca representa un modelo de propiedad aristocrática. Asimismo, en el núcleo urbano se pueden encontrar construcciones típicas de una burguesía de medianos propietarios agrícolas. Algunos ejemplos notables son la Casa Chanzá, situada en la plaza del Ayuntamiento, la Casa Forriga de Tarazona, en la calle Colón, así como la Casa Fontavella y la Casa de la Cúpula (llamada así por la distintiva media cúpula en su fachada, justo enfrente de la Casa Fontavella), y la Casa dels Algepsers, entre otras.[12]
- La cárcel de Picasent es una prisión ubicada en el municipio de Picassent, a aproximadamente 15 kilómetros al sur de Valencia. Inaugurado en 1991, es uno de los complejos penitenciarios más grandes de España, con una capacidad oficial para 1329 internos, aunque en la práctica alberga a más de 2000, lo que genera una sobreocupación del 35 %.

### Medios de comunicación
El municipio de Picasent cuenta con una emisora local de carácter municipal, Ràdio l'Om, que comenzó sus emisiones el 14 de diciembre de 1998. Su programación se compone de espacios informativos, deportivos y musicales, muchos de ellos realizados por los propios habitantes del municipio. Desde 2010 puede sintonizarse en el dial 94.7 FM.

## Inundaciones de 2024 provocadas por la DANA
Entre el 28 de octubre y el 15 de noviembre de 2024 tuvieron lugar Inundaciones de la DANA de 2024 en España (Depresión Aislada en Niveles Altos), que afectaron principalmente a tres comarcas de la Comunidad Valenciana: Requena-Utiel, La Ribera y Huerta Sur. La DANA ocasionó grandes inundaciones debido a las fuertes lluvias y causó daños materiales.
Picassent fue uno de los pueblos perjudicados, especialmente el Barrio de L'Omet. A su vez, otras zonas como la urbanización Sierramar, Morredondo o la Partida de la Pedrera también sufrieron las consecuencias de la DANA.
El ayuntamiento de esta localidad creó una Oficina Municipal para los Damnificados, en la que se atendió alrededor de 40 familias y se proporcionaron ayudas económicas, pagos y subvenciones. El Ministerio de Política Territorial ha destinado en 2025, 15,7 millones de euros a este municipio. Asimismo, se está trabajando en el restablecimiento de 158 incidencias en caminos.

## Ciudades hermanadas
- Morella, Castellón
- Villarrobledo, Albacete